# Landstormens lilla Lotta
Landstormens lilla Lotta är en svensk komedifilm från 1939 i regi av Weyler Hildebrand. I huvudrollerna ses Sickan Carlsson, Allan Bohlin, Åke Söderblom och Thor Modéen.

## Handling
Det skall bli repetitionsövning utanför den lilla staden Lillköping. Vaktmästaren blir befäl och bankdirektören menig. Soldaterna försöker bjuda ut lottan Elsa och ingen tar övningarna på allvar.

## Om filmen
Detta är dåtidens romantiska komedi, full av sång, Lottakårer och militärer och ett stänk av Romeo och Julia. Filmen premiärvisades den 2 oktober 1939 på biograf Palladium i Stockholm. Inspelningen av filmen skedde med ateljéfilmning i Filmstaden Råsunda och med exteriörer i Norrtälje med foto av Martin Bodin.
Landstormens lilla Lotta har visats i SVT, bland annat 1981, 1984, 1990, 2010, i september 2020 och i oktober 2022.

## Rollista (i urval)
Källa: 
- Sickan Carlsson – Elsa Strid, "Landstormens lilla Lotta"
- Allan Bohlin – Erik Berner, landstormslöjtnant
- Åke Söderblom – Wille Nilsson, bankvaktmästare och furir
- Thor Modéen – Kalle Högkvist, slaktare
- Eric Abrahamsson – Axel Anderson, handelsresande i mattor och gardiner
- Ludde Gentzel – Charlie Swanson, alias Kalle Svensson, svenskamerikan
- Torsten Winge – Waldemar Fredriksson, amanuens
- Åke Ohberg – Emil Svensson, tillförordnad bankdirektör i Provinsbanken
- Weyler Hildebrand – Julius Göransson, sergeant, chef för andra plutonen
- Hjördis Petterson – Waldemar Fredrikssons fru
- Lilly Kjellström – Stina, Falks piga
- Marianne Löfgren – Maja Andersson
- Stina Ståhle – Hulda Falk, sergeant Göranssons fästmö
- Martha Colliander – fru Lind, lottachefen
- Harry Ahlin – Fredrik Andersson, grosshandlare, Maja Anderssons man
- George Fant – flyglöjtnant
- Richard Lund – kompanichefen

## Musik i filmen
Källa: 
- Jag ska' sjunga för dej, kompositör Sten Axelson, text Sven Paddock, framförs på munspel av John Botvid, sång Sickan Carlsson
- Rosen aus dem Süden, vals, op. 388, kompositör Johann Strauss den yngre, instrumental
- Vi ska' ut och leka indianer, kompositör Sten Axelson, text Sven Paddock, sång Eric Abrahamsson, Thor Modéen, Åke Söderblom, Torsten Winge, Tor Wallén och Otto Åhlström
- Bomfaddera, kompositör Sten Axelson, text Sven Paddock, sång Sickan Carlsson, Åke Söderblom och Ludde Gentzel
- Maruschka från Petrograd, kompositör Jules Sylvain, text Johnny Bode, instrumental

## DVD
Filmen gavs ut på DVD 2019.